# 24699 Schwekendiek
24699 Schwekendiek è un asteroide della fascia principale. Scoperto nel 1990, presenta un'orbita caratterizzata da un semiasse maggiore pari a 2,4442863 UA e da un'eccentricità di 0,2112090, inclinata di 3,59805° rispetto all'eclittica.